# Chromatomyia scabiosae
Chromatomyia scabiosae är en tvåvingeart som beskrevs av Friedrich Georg Hendel 1935. Chromatomyia scabiosae ingår i släktet Chromatomyia och familjen minerarflugor.
Artens utbredningsområde är Tyskland. Inga underarter finns listade i Catalogue of Life.